# SeaMonkey
SeaMonkey je svobodný multiplatformní balík internetových aplikací. Jeho součástí je webový prohlížeč, e-mailový klient, XHTML a HTML editor a IRC klient. Tento balík navazuje na sadu Mozilla Suite, jejíž vývoj byl Mozilla Foundation v roce 2005 ukončen, a je šířen pod licencí MPL/GPL.
SeaMonkey používá technologii XUL (rozšiřitelné uživatelské rozhraní eXtensible User-interface Language). Je to na XML založená, přenositelná technologie uživatelského rozhraní. Tato technologie umožňuje vývojářům definovat systémově nezávislý grafický uživatelský interface, použitím směsi XML, XHTML, CSS a ECMAScriptu (JavaScript).
Prohlížeč balíku je založen na renderovacím jádře Gecko. To je software, který rozumí standardům XHTML a CSS a byl vytvořen pro jejich správné zobrazování. Je to rychlý a robustní stroj, který je otevřený, přenositelný, rozšiřitelný a upravitelný. Gecko je používán v mnoha dalších produktech.
Kromě prohlížeče balík obsahuje i klienta SeaMonkey Pošta pro správu elektronické pošty a diskusních skupin. Ten byl dříve součástí balíku Mozilla Suite, jehož vývoj byl již ukončen. Obsahuje prakticky stejnou funkcionalitu jako Mozilla Thunderbird, který je vyvíjen jako samostatný produkt. Je to dáno tím, že oba produkty sdílejí podstatnou část svého kódu. Některé části, například podporu RSS, však obsahuje pouze Thunderbird.
Mezi další funkce balíku patří HTML editor Mozilla Composer a IRC klient ChatZilla.

## Historie
10. března 2005 Mozilla Foundation oznámila, že již nebude vydávat další verze balíku Mozilla Suite a že verze 1.7.x je poslední. Jejím cílem bylo zaměřit se na vývoj samostatných aplikací jako Firefox či Thunderbird. Nicméně zdůraznila, že bude hostovat komunitní projekt, který se bude snažit o pokračování vývoje. Tím je nyní SeaMonkey Council, který projekt spravuje pod novým jménem, SeaMonkey.

## Volba jména a loga
Ačkoliv si řada lidí přála, aby „nový produkt“ nesl jméno Mozilla Suite, bylo nutné zvolit nový název. Jedním z důvodů bylo též rozlišení produktu, který původně vyvíjela Mozilla Foundation, a který byl v té době ještě udržován na úrovni bezpečnostních aktualizací. Po řadě spekulací bylo 2. července 2005 potvrzeno jméno SeaMonkey. „SeaMonkey“ bylo původně používáno jako kódové označení Mozilla Suite.
Původní logo již též nemohlo být používáno, a proto byla vyhlášena soutěž o nové logo, na které se sešla řada návrhů, ze kterých vzešel vítězný návrh Alexandra Butina (Rus, žijící v ČR), který se při jeho tvorbě inspiroval anglickým názvem mořského živočicha žábronožky slaniskové (Artemia salina).

## Lidé projektu
Lidé, kteří se starají o chod projektu a řídí vývoj, jsou známi pod pojmem SeaMonkey Council. V současné době se jedná o následující osoby:
- Philip Chee (Ratty)
- Karsten Düsterloh (Mnyromyr)
- Jens Hatlak (InvisibleSmiley)
- Robert Kaiser (KaiRo) – koordinátor projektu
- Ian Neal (IanN)
- Neil Rashbrook (Neil)
- Andrew Schultz (ajschult)
- Justin Wood (Callek)

## Přehled verzí
| Popis:      | Popis:         | Popis:        |
| ----------- | -------------- | ------------- |
| Staré verze | Aktuální verze | Budoucí verze |

| Verze     | Datum vydání       | Gecko   |
| --------- | ------------------ | ------- |
| 1.0       | 31. ledna 2006     | 1.8     |
| 1.1       | 18. ledna 2007     | 1.8.1   |
| 2.0       | 27. října 2009     | 1.9.1.4 |
| 2.1       | 10. června 2011    | 2.0     |
| 2.2       | 7. července 2011   | 5.0     |
| 2.3       | 16. srpna 2011     | 6.0     |
| 2.4       | 27. září 2011      | 7.0     |
| 2.5       | 22. listopadu 2011 | 8.0     |
| 2.6       | 20. prosince 2011  | 9.0     |
| 2.7       | 31. ledna 2012     | 10.0    |
| 2.8       | 13. března 2012    | 11.0    |
| 2.9       | 24. dubna 2012     | 12.0    |
| 2.10      | 6. června 2012     | 13.0    |
| 2.11      | 17. července 2012  | 14.0    |
| 2.12      | 28. září 2012      | 15.0    |
| 2.13      | 9. října 2012      | 16.0    |
| 2.14      | 20. listopadu 2012 | 17.0    |
| 2.15      | 8. ledna 2013      | 18.0    |
| 2.16      | 21. února 2013     | 19.0    |
| 2.17      | 2. dubna 2013      | 20.0    |
| 2.18beta4 | 3. března 2013     | 21.0    |
| 2.19      | 2. července 2013   | 22.0    |
| 2.20      | 6. srpna 2013      | 23.0    |
| 2.21      | 17. září 2013      | 24.0    |
| 2.22      | 30. října 2013     | 25.0    |
| 2.23      | 12. prosince 2013  | 26.0    |
| 2.24      | 6. února 2014      | 27.0    |
| 2.25      | 19. března 2014    | 28.0    |
| 2.26      | 2. května 2014     | 29.0    |
| 2.29      | 7. září 2014       | 32.0    |
| 2.30      | 15. října 2014     | 33.0    |
| 2.31      | 4. prosince 2014   | 34.0    |
| 2.32      | 13. ledna 2015     | 35.0    |
| 2.33      | 10. března 2015    | 36.0    |
| 2.35      | 3. září 2015       | 38.0    |
| 2.38      | 26. září 2015      | 41.0    |
| 2.39      | 8. listopadu 2015  |         |
| 2.40      | 14. března 2016    |         |
| 2.46      | 22. prosince 2016  |         |

Kompletní přehled verzí naleznete na webu SeaMonkey-Project.org.